# Nicrophorus interruptus
Nicrophorus interruptus — вид жуків родини мертвоїдів (Silphidae). Ці жуки зустрічаються в більшій частині Європи, на Близькому Сході і в Північній Африці.

## Опис
Жуки виростають до 26 мм завдовжки. Вони чорного забарвлення з двома оранжево-червоними плямами на надкрилах і жовтим опушенням на виступаючих черевних сегментах. Вони мають великі антени, оснащені чорною булавою, що містить хеморецептори, здатні виявляти мертву тварину з далека.
Жуки ховають трупи дрібних хребетних, таких як птахи і миші, як джерело живлення для своїх личинок. У Nicrophorus interruptus і самці і самиці піклуються про потомство.

## Підвиди
- Nicrophorus interruptus var. algiricus  Pasquet, 1916
- Nicrophorus interruptus var. brunnipes  Gradl, 1882
- Nicrophorus interruptus var. centrimaculatus  Reitter, 1895
- Nicrophorus interruptus var. nigricans  Pasquet, 1916
- Nicrophorus interruptus var. pasqueti  Pic, 1917
- Nicrophorus interruptus var. trimaculatus  Gradl, 188
- Nicrophorus interruptus var. trinotatus  Reitter, 1911

## Синоніми
- N. basalis, Gistel, 1848
- N. corsicus, Laporte, 1832
- N. c. funereus, Heyden, 1906
- N. c. laportei, Meier, 1900
- N. c. vordozi, Meier, 1900
- N. fossor, Erichson, 1837
- N. f. algiricus, Portevin, 1926
- N. f. brunnipes, Portevin, 1924
- N. f. centrimaculatus, Portevin, 1924
- N. f. corsicus laportei, Hatch, 1928
- N. f. c. vodozi, Hatch, 1928
- N. f. fossor, Růžička, 1993
- N. f. funereus, Portevin, 1924
- N. f. infuscaticornis, Portevin, 1924
- N. f. nigricans, Portevin, 1924
- N. f. pasqueti, Portevin, 1926
- N. f. trimaculatus, Portevin, 1924
- N. funereus, Géné, 1839
- N. gallicus, Jacquelin du Val, 1860
- N. i. algiricus, Pasquet, 1916
- N. i. brunnipes, Gradl, 1882
- N. i. centrimaculatus, Reitter, 1895
- N. i. corsicus, Jakobson, 1910
- N. i. c. funereus, Sainte-Claire-Deville, 1914
- N. i. c. laportei, Sainte-Claire-Deville, 1914
- N. i. funereus, Winkler, 1925
- N. i. gallicus, Gemminger & Harold, 1868
- N. i. infuscaticornis, Winkler, 1925
- N. i. interruptus, Bertin & Lebberoni, 1999
- N. i. nigricans, Pasquet, 1916
- N. i. pasqueti, Pic, 1917
- N. i. suturalis, Reitter, 1895
- N. i. trimaculatus, Gradl, 1882
- N. i. trinotatus, Reitter, 1911
- N. investigator suturalis, Portevin, 1926
- N. i. investigator suturalis, Arnett, 1944
- N. ruspator fossor, Heer, 1841
- N. sepultor suturalis, Marseul, 1884
- N. suturalis, Motschulsky, 1860
- N. vestigator interruptus, Stein, 1868
- N. v. trimaculatus, Marseul, 1884
- Silpha corsica, Reitter, 1884
- S. fossor, Reitter, 1884
- S. interrupta, Reitter, 1884